# Бора-Тайгинский сумон
Бора-Тайгинский сумон — административно-территориальная единица (сумон) и муниципальное образование со статусом сельского поселения в Сут-Хольском кожууне Тывы Российской Федерации.
Административный центр и единственный населённый пункт сумона — село Бора-Тайга.

## География
На территории сумона находится памятник природы регионального значения — озеро Сут-Холь.

## Население
| 2017 | 2018 |
| ---- | ---- |
| 782  | ↘775 |